# Sam Watts
Samuel D. Watts, detto Sam (14 marzo 1948), è un ex cestista statunitense, professionista nella ABA.